# Im Si-wan
Yim Si-wan (en hangul, 임시완; Busan, 1 de diciembre de 1988), conocido como Siwan (시완), es un cantante, actor y presentador surcoreano, conocido por ser miembro del grupo ZE:A desde 2010 hasta 2017.

## Biografía
Asistió a la Escuela secundaria de Busan Gudeok, a la Universidad Nacional de Busan, a la Universidad de East Broadcasting Arts y actualmente estudia en Woosong Information College.
El 11 de julio del 2017 comenzó su servicio militar obligatorio, donde es asistente de instructor de los nuevos reclutas, y fue dado de alta en abril del 2019.

## Carrera
Desde el 2017 es miembro de la agencia "Plum Entertainment" (Plum A&C).
Ha aparecido en sesiones fotográficas para "M", "Vogue", "Sure", "GQ", "W Korea", "The Celebrity", entre otros...
Desde el 2010 es miembro y cantante del grupo surcoreano ZE:A, junto a Park Hyung-sik, Hwang Kwang-hee, Kim Dong-jun, Moon Jun-young, Kim Tae-heon, Jung Hee-chul, Ha Min-woo y Kevin. También es miembro del subgrupo "ZE:A FIVE", junto a Hyung-sik, Dong-jun, Kevin y Minwoo.
En 2012 se unió al elenco de la serie Moon Embracing the Sun, donde interpretó a Heo Yeom, de joven.
Ese mismo año se unió a la serie Man from the Equator, donde dio vida a Lee Jang-il, de joven, quien es una persona fría que esconde una triste historia detrás de su perspectiva negativa de la vida. El actor Lee Joon-hyuk interpretó a Jang-il de adulto.
También apareció por primera vez en el exitoso y popular programa de televisión surcoreano Running Man (también conocido como "Leonning maen") donde formó parte del equipo "Idol Team" junto a Jung Yong-hwa, Lee Joon, Nichkhun, Yoon Doo-joon, Eun-hyuk y Ham Eun-jeong durante el episodio n.º 104. Siwan volvió a aparecer nuevamente en el programa en el 2014 donde formó parte del equipo "Cho - Green Team" con Song Ji-hyo, Kim Jong-kook, Ha-ha y Lee Kwang-soo durante el episodio n.º 182. En 2016 fue parte del equipo "Ji-hyo Family - Blue House" junto a Song Ji-hyo, Kim Jong-kook, Ha-ha y Lee Kwang-soo en el episodio 282.
En el 2013 interpretó a Park Jin-woo, un joven activista estudiante que es detenido y torturado por la policía bajo acusaciones de ser un simpatizante comunista en el drama The Attorney.
Ese mismo año se unió a la película Incomplete Life: Prequel, donde interpretó a Jang Geu-rae, un exjugador de baduk que aprender a adaptarse a la cultura corporativa coreana.
Se unió a la decimoprimera temporada fue titulada Law of the Jungle in Micronesia donde formó parte del equipo junto a Kim Byung-man, Im Won-hee, Ye Ji-won, Park Jung-chul, Ryu Dam y Oh Jong-hyuk.
El 2014 se unió al elenco principal de la serie Triangle, donde dio vida a Jang Dong-woo, el hijo menor de tres hermanos que son separados durante la infancia que es adoptado por una familia importante.
Ese mismo año volvió a dar vida a Jang Geu-rae, durante la serie Misaeng. Papel que Siwan había interpretado previamente en la película "Incomplete Life: Prequel".
En 2015 se convirtió en el rostro para los anuncios del postre "Sulbing".
En el 2016 apareció en la película A Melody to Remember donde dio vida a Han Sang-ryul, un soldado de buen corazón que espera un milagro incluso en una situación desesperada.
Ese mismo año se unió al elenco de la serie china My Catman donde interpretó al misterioso Ji-baek.
En el 2017 dio vida al astuto estafador Min-jae, en la película One Line.
Ese mismo año apareció en la película de acción criminal The Merciless, donde interpretó a Jo Hyun-soo, un policía encubierto que trabaja para una red de contrabando de drogas.
El 17 de julio del mismo año también se unió al elenco principal de la serie The King in Love donde dio vida al Príncipe Heredero Wang-won, quien se convertiría en el vigésimo sexto rey de la dinastía Goryeo de Corea, hasta el final de la serie el 19 de septiembre del mismo año.
El 31 de agosto del 2019 se unió al elenco principal de la serie Strangers from Hell (también conocida como "Hell Is Other People") donde dio vida a Yoon Jong-woo, un joven hombre que se muda a Seúl desde el campo para iniciar su nuevo trabajo, hasta el final de la serie el 6 de octubre del mismo año. La serie será su primer drama luego de salir del ejército.
El 16 de diciembre del 2020 se unió al elenco principal de la serie Run On donde interpretó a Ki Sun-kyum.
En diciembre del mismo año se anunció que estaba en pláticas para unirse al elenco principal de la serie Island, sin embargo posteriormente se anunció que había rechazado el proyecto.
El 7 de enero de 2022 se unió al elenco principal de la serie Tracer, donde dio vida a Hwang Dong-joo.
Ese mismo mes se anunció que estaba en pláticas para unirse al elenco de la serie Summer Strike.

## Filmografía

### Series de televisión
| Año         | Título                 | Personaje                    | Notas                |
| ----------- | ---------------------- | ---------------------------- | -------------------- |
| 2024-2025   | El juego del calamar   | Lee Myung-gi (333)           | 13 episodios         |
| 2022        | Summer Strike          | Ahn Dae-beom                 | 12 episodios         |
| 2022        | Tracer                 | Hwang Dong-joo               | 16 episodios         |
| 2022        | Treinta y nueve        | Yim Si-wan                   | (aparición especial) |
| 2020 - 2021 | Run On                 | Ki Seon-gyeom                | 16 episodios         |
| 2019        | Strangers from Hell    | Yoon Jong-woo                | 10 episodios         |
| 2017        | The King in Love       | Príncipe Wang-won            | 40 episodios         |
| 2016        | My Catman              | Ji-baek                      | 10 episodios         |
| 2014        | Misaeng                | Jang Geu-rae                 | 20 episodios         |
| 2014        | Triangle               | Jang Dong-woo / Yoon Yang-ha | 26 episodios         |
| 2013        | Waiting for Love       | Jung Jin-kook                | 2 episodios          |
| 2013        | A Bit of Love          | Jeong Woo-sung (de joven)    | -                    |
| 2012        | Reply 1997             | Estudiante del ROTC          | ep. 4                |
| 2012        | Standby                | Im Si-wan                    | -                    |
| 2012        | Man from the Equator   | Lee Jang-il (de joven)       | -                    |
| 2012        | Moon Embracing the Sun | Heo-yeom (de joven)          | 8 episodios          |
| 2010        | Gloria                 | Recluta                      | ep. 11, 14           |
| 2010        | All About Marriage     | Recluta                      | ep. 18               |
| 2010        | Prosecutor Princess    | Hombre en el Club            | ep. 2                |

### Películas
| Año  | Título                   | Personaje     | Notas                                                                                                   |
| ---- | ------------------------ | ------------- | --- |
| 2023 | Identidad desbloqueada   | Jun-yeong     | junto a Chun Woo-hee y Kim Hee-won.                                                                     |
| 2021 | Emergency Declaration    | Ryu Jin-seok  | junto a Lee Byung-hun, Jeon Do-yeon, Song Kang-ho, Kim Nam-gil y Park Hae-joon                          |
| 2020 | Boston 1947              | Seo Yoon-bok  | junto a Ha Jung-woo, Bae Seong-woo, Kim Sang-ho, Park Hyo-joo y Gu Ja-geon                              |
| 2017 | The Merciless            | Jo Hyun-soo   | junto a Sol Kyung-gu, Kim Hee-won, Jun Hye-jin, Lee Kyung-young y Hu Joon-ho                            |
| 2017 | One Line                 | Jang Geu-rae  | junto a Jin Goo, Park Byung-eun, Lee Dong-hwi, Kim Sun-young, Wang Ji-won y Park Jong-hwan              |
| 2016 | A Melody to Remember     | Han Sang-ryul | junto a Go Ah-sung, Lee Hee-joon, Park Soo-young, Jung Joon-won, Lee Re, Lee Joon-hyuk y Tang Joon-sang |
| 2014 | Río 2                    | Blu (doblaje) | - |
| 2013 | The Attorney             | Park Jin-woo  | junto a Song Kang-ho, Kim Young-ae, Kwak Do-won, Oh Dal-soo, Lee Sung-min y Jung Joon-woo               |
| 2013 | Incomplete Life: Prequel | Jang Geu-rae  | junto a Baro                                                                                            |
| 2011 | Ronin Pop                | -             | - |

### Programas de variedades
| Año              | Programa                            | Notas                                                                        |
| ---------------- | ----------------------------------- | ---------------------------------------------------------------------------- |
| 2022             | Knowing Bros (Ask Us Anything)      | invitado                                                                     |
| 2021             | House on Wheels S2                  | miembro                                                                      |
| 2019             | Let’s Eat Dinner Together in Hawaii | [ 39 ] [ 40 ] [ 41 ]                                                         |
| 2017             | Life Bar                            | (Ep. #17) - invitado                                                         |
| 2012, 2014, 2016 | Running Man                         | (Ep. #104, 182 y 282) - invitado                                             |
| 2015             | Infinite Challenge                  | (Ep. #459) - invitado                                                        |
| 2015             | Healing Camp                        | invitado - junto a Park Hyung-sik y Kwanghee                                 |
| 2015             | One Night of TV Entertainment       | invitado - junto a Eunji                                                     |
| 2014             | Law of the Jungle in Micronesia     | (Ep. #95-99) - miembro                                                       |
| 2013             | Happy Together                      | (Ep. #330) - invitado                                                        |
| 2013             | Taxi (TVN)                          | junto a Hyungsik y Hwang Kwang-hee                                           |
| 2012, 2013       | Hello Counselor                     | (Ep. #91, 120 y 135) - invitado                                              |
| 2012             | Strong Heart                        | (Ep. #115-116) - invitado                                                    |
| 2012             | Birth of a Family, S.2              |                                                                              |
| 2012             | News and Issue: Issue and People    | invitado - junto a ZE:A                                                      |
| 2011, 2012       | Weekly Idol                         | (Ep. #6 y 65) - invitado - junto a ZE:A                                      |
| 2011, 2012       | World Changing Quiz Show            |                                                                              |
| 2011 - 2012      | Birth of a Family                   | miembro - junto a Lee Hwi-jae, Kim Byung-man, Boom, No Woo-jin, Hyuna y G.NA |
| 2012             | Challenge! 1000 Songs               | invitado - junto a ZE:A                                                      |
| 2012             | 100 Points Out of 100               | invitado - junto a ZE:A                                                      |
| 2010             | Re-Action                           | invitado - junto a ZE:A                                                      |
| 2010             | Idol League                         | (Ep. #1-8) - invitado - junto a ZE:A                                         |
| 2009             | Children of Empire Returns          |                                                                              |
| 2009             | Office Reality - Children of Empire |                                                                              |

### Presentador
| Año  | Programa                        | Notas                     |
| ---- | ------------------------------- | ------------------------- |
| 2020 | 56th Baeksang Arts Awards       | presentador de categoría  |
| 2016 | KCON New York                   | junto a Park Bo-young     |
| 2012 | Win Win                         | ep. #123 - co-presentador |
| 2012 | M! Countdown                    | co-presentador            |
| 2012 | 2012 Dream Concert              | co-presentador            |
| 2012 | SBS Super Concert in Yeosu EXPO | -                         |

### Videos musicales
| Año  | Artista / Grupo | Canción         | Notas |
| ---- | --------------- | --------------- | ----- |
| 2014 | SoReal          | "My Heart Says" | -     |
| 2012 | Hara            | "Secret Love"   | -     |
| 2012 | Zia             | "For A Year"    | -     |
| 2012 | Team SIII       | "Win the Day"   | -     |
| 2011 | Star Empire     | "Shooting Star" | -     |

### Teatro
| Año  | Obra                                         | Personaje | Notas |
| ---- | -------------------------------------------- | --------- | ----- |
| 2013 | Joseph and the Amazing Technicolor Dreamcoat | Joseph    | -     |

## Embajador
| Año  | Organización / Evento                    | Ocupación                              | Notas              |
| ---- | ---------------------------------------- | -------------------------------------- | ------------------ |
| 2014 | FinTech Financial Technology Group Inc   | Embajador para la Marca                |                    |
| 2014 | Korea International Trade Association    | Embajador                              | junto a Kang So-ra |
| 2013 | Gyeonggi Provinc                         | Embajador de la Juventud para la Marca |                    |
| 2012 | Woosong University of Informatics        | Embajador para la Marca                |                    |
| 2012 | Pret-a-Porter Busan (Busan Fashion Week) | Embajador para la Marca                |                    |
| 2012 | Tissot Swatch Group Korea                | Embajador para la Marca                |                    |
| 2012 | Korea Tourism Organization               | Embajador Honorario                    |                    |

## Premios y nominaciones
| Año  | Categoría                                             | Premio                                    | Trabajo                                      | Resultado |
| ---- | ----------------------------------------------------- | ----------------------------------------- | -------------------------------------------- | --------- |
| 2022 | Best Actor                                            | 58th Baeksang Arts Award                  | Tracer                                       | Nominado  |
| 2017 | Top Excellence Award, Actor in a Monday-Tuesday Drama | MBC Drama Award                           | The King in Love                             | Nominado  |
| 2017 | Popularity Award, Actor                               | 1st The Seoul Award                       | -                                            | Ganó      |
| 2016 | Rising Star Award                                     | 11th Max Movie Award                      | -                                            | Ganó      |
| 2016 | Best Idol Actor                                       | InStyle Star Icon                         | Misaeng y A Melody to Remember               | Ganó      |
| 2016 | Made in tvN, Actor in Drama                           | 1st tvN10 Award                           | Misaeng                                      | Nominado  |
| 2015 | Excellence Award, Actor in a Miniseries               | 4th APAN Star Award                       | Misaeng                                      | Ganó      |
| 2015 | Actor Special Jury Prize                              | 8th Korea Drama Award                     | Misaeng                                      | Ganó      |
| 2015 | Top Excellence Award, Actor                           | 8th Korea Drama Award                     | Misaeng                                      | Nominado  |
| 2015 | Best New Actor (TV)                                   | 51st Baeksang Arts Award                  | Misaeng                                      | Ganó      |
| 2015 | Asia Special Award, Best Actor                        | 10th Asia Model Festival Award            | Misaeng                                      | Ganó      |
| 2015 | Best Actor                                            | 9th Cable TV Broadcasting Award           | Misaeng                                      | Ganó      |
| 2015 | Special Achievement Award                             | Korea Financial Services Commission       | -                                            | Ganó      |
| 2014 | Best New Actor                                        | 33rd MBC Drama Award                      | Triangle                                     | Ganó      |
| 2014 | Popularity Award                                      | 3rd Korean Film Actor's Association Award | The Attorney                                 | Ganó      |
| 2014 | Popularity Award                                      | 35th Blue Dragon Film Award               | The Attorney                                 | Ganó      |
| 2014 | Best New Actor                                        | 35th Blue Dragon Film Award               | The Attorney                                 | Nominado  |
| 2014 | Popularity Award                                      | 51st Grand Bell Award                     | The Attorney                                 | Ganó      |
| 2014 | Best New Actor                                        | 51st Grand Bell Award                     | The Attorney                                 | Nominado  |
| 2014 | Best New Actor                                        | 23rd Buil Film Award                      | The Attorney                                 | Nominado  |
| 2014 | Best Fashionista Award                                | 50th Baeksang Arts Award                  | The Attorney                                 | Ganó      |
| 2014 | Most Popular Actor (Film)                             | 50th Baeksang Arts Award                  | The Attorney                                 | Nominado  |
| 2014 | Best New Actor (Film)                                 | 50th Baeksang Arts Award                  | The Attorney                                 | Nominado  |
| 2014 | Best Newcomer                                         | 8th Asian Film Award                      | The Attorney                                 | Nominado  |
| 2014 | Best New Actor                                        | 3rd Marie Claire Film Award               | The Attorney                                 | Ganó      |
| 2014 | Best Supporting Actor                                 | 9th Max Movie Award                       | The Attorney                                 | Nominado  |
| 2014 | Best New Actor                                        | 9th Max Movie Award                       | The Attorney                                 | Ganó      |
| 2013 | Best New Actor                                        | 7th The Musical Award                     | Joseph and the Amazing Technicolor Dreamcoat | Nominado  |
| 2012 | Best New Actor                                        | 31st MBC Drama Award                      | Moon Embracing the Sun                       | Nominado  |
| 2012 | Best New Actor                                        | 5th Korea Drama Award                     | Moon Embracing the Sun                       | Nominado  |
| 2012 | 20's Booming Star                                     | 6th Mnet 20's Choice Award                | Moon Embracing the Sun                       | Nominado  |
| 2012 | Most Popular Actor (TV)                               | 48th Baeksang Arts Award                  | Moon Embracing the Sun                       | Nominado  |
| 2012 | Best Newcomer in a Sitcom                             | 12th MBC Entertainment Award              | Standby                                      | Ganó      |